# Ischyropsalis hadzii
Ischyropsalis hadzii is een hooiwagen uit de familie Ischyropsalididae.